# Iulian Anca-Trip
Iulian Daniel Anca-Trip (sinh ngày 28 tháng 2 năm 1995) là một cầu thủ bóng đá người România thi đấu ở vị trí thủ môn cho Sportul Snagov. Sinh ra ở Oradea, Anca-Trip lớn lên tại học viện Liberty Salonta và cũng thi đấu ở cấp đội tuyển cho Olimpia Satu Mare và UTA Arad, trước khi chuyển đến Snagov vào mùa hè năm 2017.